# Ryan Thomas
Pour les articles homonymes, voir Thomas.
Ryan Thomas, né le 20 décembre 1994 à Te Puke en Nouvelle-Zélande, est un footballeur international néo-zélandais. Il joue au poste de milieu relayeur au PEC Zwolle.

## Biographie

### Carrière internationale
Ryan Thomas est sélectionné en sélection néo-zélandaise pour la Coupe du monde des moins de 20 ans de 2013 qui se déroule en Turquie, où il joue tous les matchs en tant que titulaire.
Il honore sa première sélection en A le 5 mars 2014 lors d'un match amical contre le Japon. Il entre à la 82e minute à la place de Rory Fallon (défaite 4-2).
Il compte 18 sélections pour 3 buts en équipe de Nouvelle-Zélande depuis 2014.

## Palmarès
- Avec le PEC Zwolle :
  - Vainqueur de la Coupe des Pays-Bas en 2014
  - Vainqueur de la Supercoupe des Pays-Bas en 2014